# جوستين داف
جوستين داف (10 مايو 1988 بوينيبيغ في كندا - ) هو لاعب كرة طائرة كندي. شارك في الكرة الطائرة في الألعاب الأولمبية الصيفية 2016. ولعب مع Stocznia Szczecin ‏.

## وصلات خارجية
- جوستين داف على موقع الاتحاد الدولي beach volleyball database (الإنجليزية)
- جوستين داف على موقع اللجنة الأولمبية الدولية (الإنجليزية)
- جوستين داف على موقع أوليمبيديا (الإنجليزية)
- جوستين داف على موقع اللجنة الأولمبية الكندية (الإنجليزية)